# ヘリウムネオンレーザー

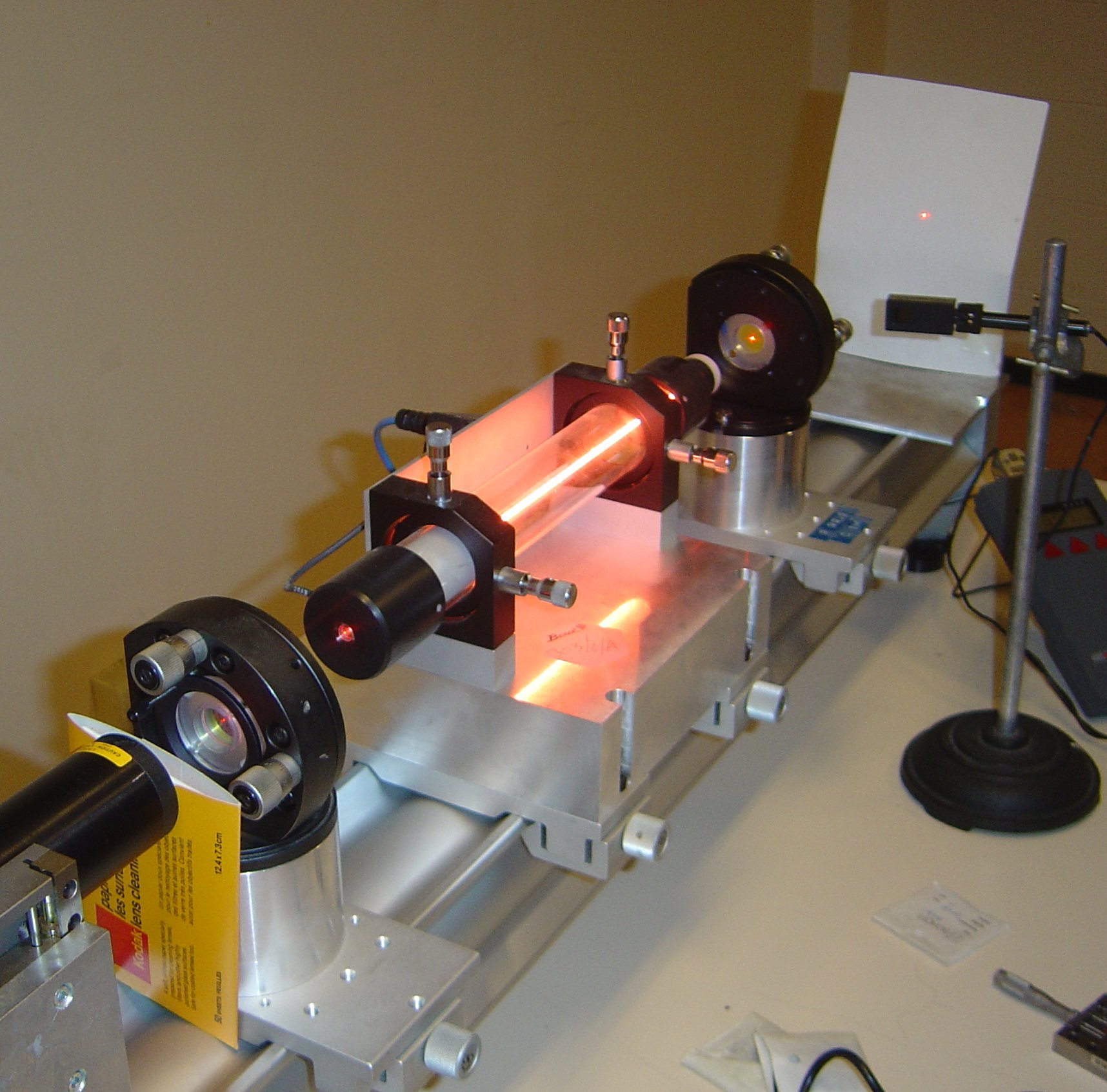
射出装置

ヘリウムネオンレーザーのスペクトラム

ヘリウムネオンレーザーとは、ヘリウムとネオンの混合気体を媒質としたレーザーのこと。

## 歴史
1960年、ベル研究所のAli Javanがヘリウムネオン気体レーザーの発振に成功。連続光として発振する当時初めてのレーザーだった。1963年、Spectra Physics社がHe-Neレーザーの販売開始。2000年代初頭までは汎用性のある唯一の可視光レーザーとして広く使用されてきたが、可視域半導体レーザーの普及に伴い使われなくなった。

## 特徴
気体レーザーの中でも中性原子レーザーの代表例。レーザーの中では比較的出力が小さい。

主に、632.8nmのNe線の赤色光の発振が見られる。
小型・安価であること、赤色の可視光であることからレーザー装置の光軸調整に使われる。

ヘリウム:ネオン=10:1の混合気体による4準位レーザー。
放電励起による二段階の光ポンピング法を使用している。
ヘリウムネオンレーザーと言えば赤色を指し、波長は632.8ｎｍと言われているが、正確には 632.816ｎｍである。
赤（632.816nm)以外にも、緑(543.365nm)、黄色(593.932nm)、オレンジ(611.802nm)、近赤外(1523nm、3391nm) があるが一般的ではない。